# Kamel Riahi

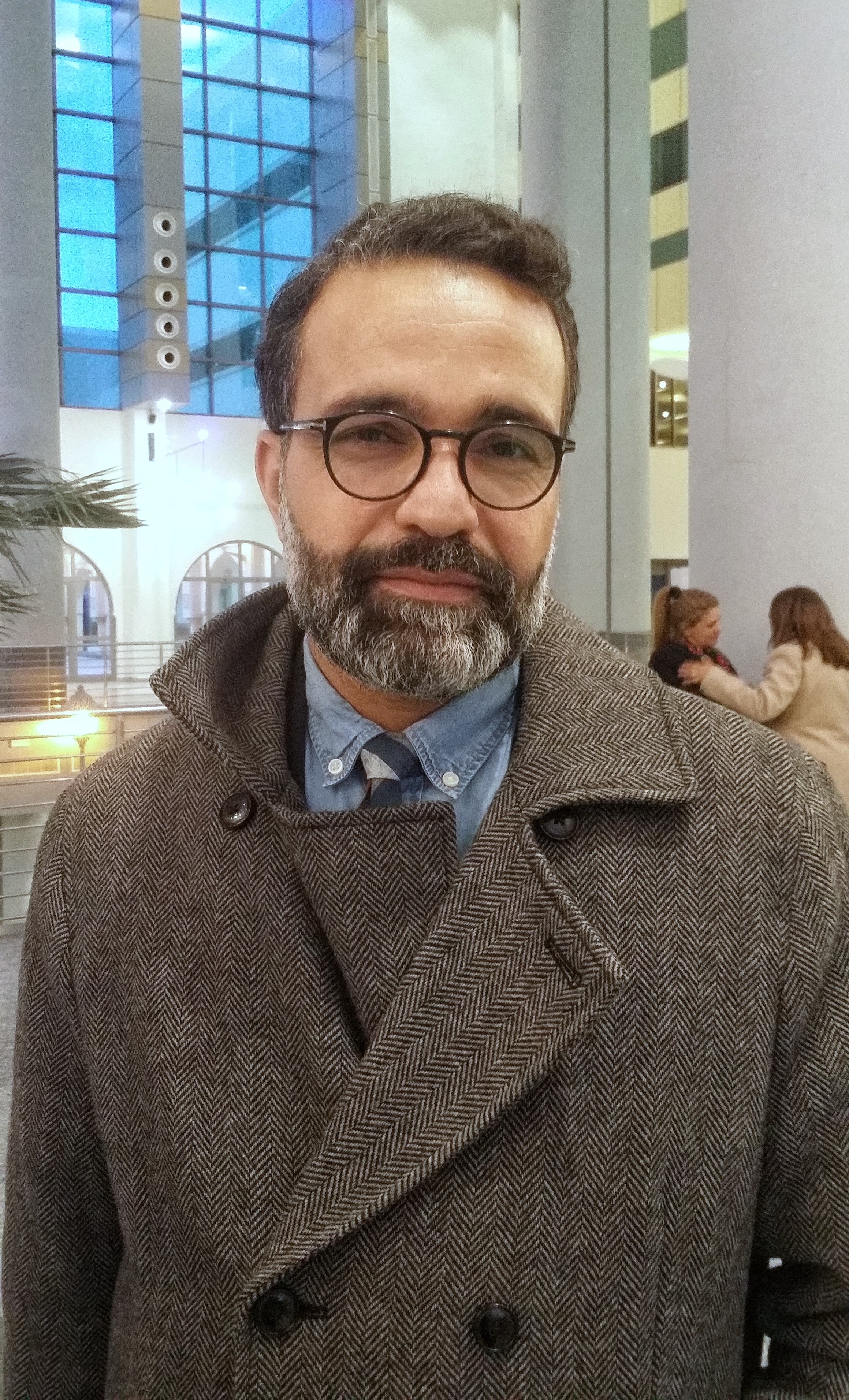
Kamel Riahi, 2018.

Kamel Riahi (arabiska: كمال الرياحي), född 1974 i Manafikh, Tunisien, är en tunisisk  författare. Han har publicerat två novellsamlingar och en roman, Al-Mishrat, ungefär Skalpellen, som fick goda recensioner och belönades med priset Comar d'Or 2007. Riahi har översatts till engelska, franska, italienska och hebreiska. Han var en av de 39 arabiska författare under 40 år som valdes ut till antologin Beirut 39, huvudprojektet när Beirut var Unescos bokhuvudstad 2009.